# Oderaue
Oderaue ist eine amtsangehörige Gemeinde im Landkreis Märkisch-Oderland in Brandenburg (Deutschland).

## Geografie
Die Gemeinde liegt im nördlichen Teil der Landschaft Oderbruch östlich von Bad Freienwalde am linken Ufer der Oder.

## Gemeindegliederung
Die Gemeinde besteht aus sieben Ortsteilen:
- Altreetz
- Mädewitz mit den Gemeindeteilen Altmädewitz, Neukietz und Neumädewitz
- Neuküstrinchen mit den Gemeindeteilen Neuküstrinchen und Neuranft
- Neureetz mit dem Gemeindeteil Neureetz
- Neurüdnitz mit den Gemeindeteilen Am Bahnhof, Bienenwerder, Neurüdnitz und Spitz
- Wustrow mit den Gemeindeteilen Altwustrow, Friedrichshof und Neuwustrow
- Zäckericker Loose mit dem Gemeindeteil Zäckericker Loose

Hinzu kommen die Wohnplätze Altmädewitzer Loose, Altreetzer Loose, Christiansaue, Croustillier, Paulshof, Rüdnitzer Ausbau und Zollbrücke.

## Geschichte
Die Altdörfer Altmädewitz, Altreetz und Altwustrow sind schon Jahrhunderte vor der Trockenlegung und Kolonisierung des Oderbruchs als Siedlungen damaliger Fischer entstanden. Die Kolonistendörfer Neukietz, Neuküstrinchen, Neumädewitz, Neuranft, Neurüdnitz, Neureetz und Neuwustrow stammen dagegen aus der zweiten Hälfte des 18. Jahrhunderts. Die Altdörfer weisen oft noch Reste der alten Rundlingsform mit eng zusammengerückten Häusern auf, während die Neudörfer meist linear angeordnet sind.
Während der Ortsteil Mädewitz von 1818 bis 1952 zum Landkreis Oberbarnim (bis 1947 Provinz Brandenburg in Preußen) gehörte, war das übrige Gemeindegebiet bis 1945 ein Teil des Landkreises Königsberg Nm. in der Neumark. Es wurde nach Festlegung der Oder-Neiße-Grenze an den Landkreis Oberbarnim angegliedert. Zwischen 1952 und 1990 gehörten die Orte der heutigen Gemeinde zum Kreis Bad Freienwalde im DDR-Bezirk Frankfurt (Oder).
Die Gemeinde Oderaue entstand am 26. Oktober 2003 durch den freiwilligen Zusammenschluss der bis dahin selbstständigen Gemeinden Neurüdnitz, Neuküstrinchen und Neureetz. Die Gemeinden Altreetz und Zäckericker Loose wurden am selben Tag per Gesetz eingegliedert.
Eingemeindungen und Zusammenschlüsse
Vor der Entstehung der Gemeinde Oderaue gab es folgende Gemeindegebietsveränderungen:
- 1950: Eingliederung von Neukietz in Neumädewitz
- 1950: Eingliederung von Adlig Reetz in Neureetz
- 1957: Zusammenschluss von Alt Wustrow und Neu Wustrow zu Wustrow
- 1974: Eingliederung von Neuranft in Neuküstrinchen
- 1974: Zusammenschluss von Altmädewitz und Neumädewitz zu Mädewitz
- 1997: Zusammenschluss von Altreetz, Mädewitz und Wustrow zu Altreetz

## Bevölkerungsentwicklung
| Jahr | Einwohner |
| ---- | --------- |
| 2003 | 1 889     |
| 2005 | 1 848     |
| 2010 | 1 706     |
| 2015 | 1 605     |
| 2020 | 1 617     |

| Jahr | Einwohner |
| ---- | --------- |
| 2021 | 1 604     |
| 2022 | 1 615     |
| 2023 | 1 590     |
| 2024 | 1 560     |

Gebietsstand des jeweiligen Jahres, Einwohnerzahl: Stand 31. Dezember, ab 2011 auf Basis des Zensus 2011, ab 2022 auf Basis des Zensus 2022

## Politik

### Gemeindevertretung
Die Gemeindevertretung von Oderaue besteht aus 12 Gemeindevertretern und dem ehrenamtlichen Bürgermeister. Die Kommunalwahl am 9. Juni 2024 führte bei einer Wahlbeteiligung von 72,1 % zu folgendem Ergebnis:
| Partei / Wählergruppe          | Stimmenanteil 2019 | Sitze 2019 |        | Stimmenanteil 2024 | Sitze 2024 |
| ------------------------------ | ------------------ | ---------- | ------ | ------------------ | ---------- |
| Weitblick Oderaue              | 54,5 %             | 7          | 86,2 % | 10                 |            |
| Einzelbewerber Gregor Schwager | –                  | –          | 08,7 % | 01                 |            |
| Die Linke                      | 03,7 %             | –          | 05,1 % | 01                 |            |
| Unabhängige Wählergemeinschaft | 41,8 %             | 5          | –      | –                  |            |
| Insgesamt                      | 100 %              | 12         | 100 %  | 12                 |            |

### Bürgermeister
- 2003–2008: Heike-Doreen Ehling[15]
- 2008–2019: Bodo Schröder (Unabhängige Wählergemeinschaft)[16][17]
- seit 2019: Michael Rubin (Weitblick Oderaue)

Rubin wurde in der Bürgermeisterwahl am 26. Mai 2019 mit 67,9 % der gültigen Stimmen gewählt. Am 9. Juni 2024 wurde er ohne Gegenkandidat mit 85,4 % der gültigen Stimmen in seinem Amt bestätigt. Seine Amtszeit beträgt fünf Jahre.

## Sehenswürdigkeiten
In der Liste der Baudenkmale in Oderaue stehen die in der Denkmalliste des Landes Brandenburg eingetragenen Baudenkmale.
- Oderbruchzoo und Dorfkirche aus dem Jahr 1828 im Ortsteil Altreetz
- Flutzeichen vom Oderhochwasser 1997 im Ortsteil Neuküstrinchen (Gemeindeteil Neuranft)
- Dorfkirche Altwustrow im Ortsteil Wustrow (Gemeindeteil Altwustrow)
- Theater am Rand im Ortsteil Zäckeritzer Loose (Wohnplatz Zollbrücke), betrieben von Thomas Rühmann und Tobias Morgenstern
- Gedenkstein für den KPD-Vorsitzenden Ernst Thälmann im Ortsteil Neurüdnitz

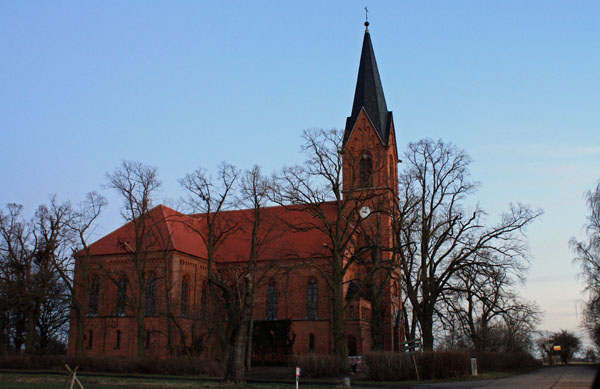
Kirche in Neuküstrinchen
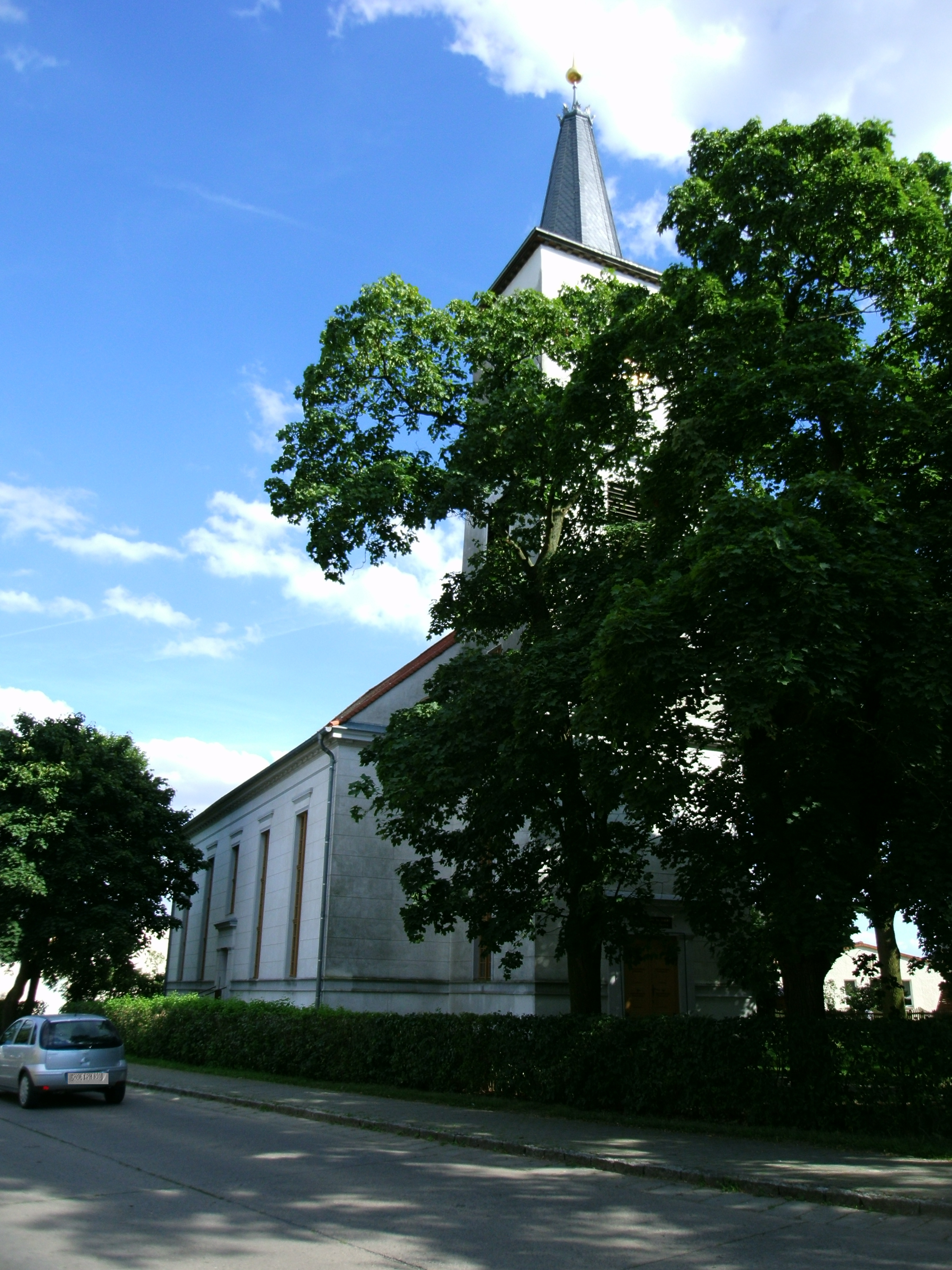
Kirche in Altreetz
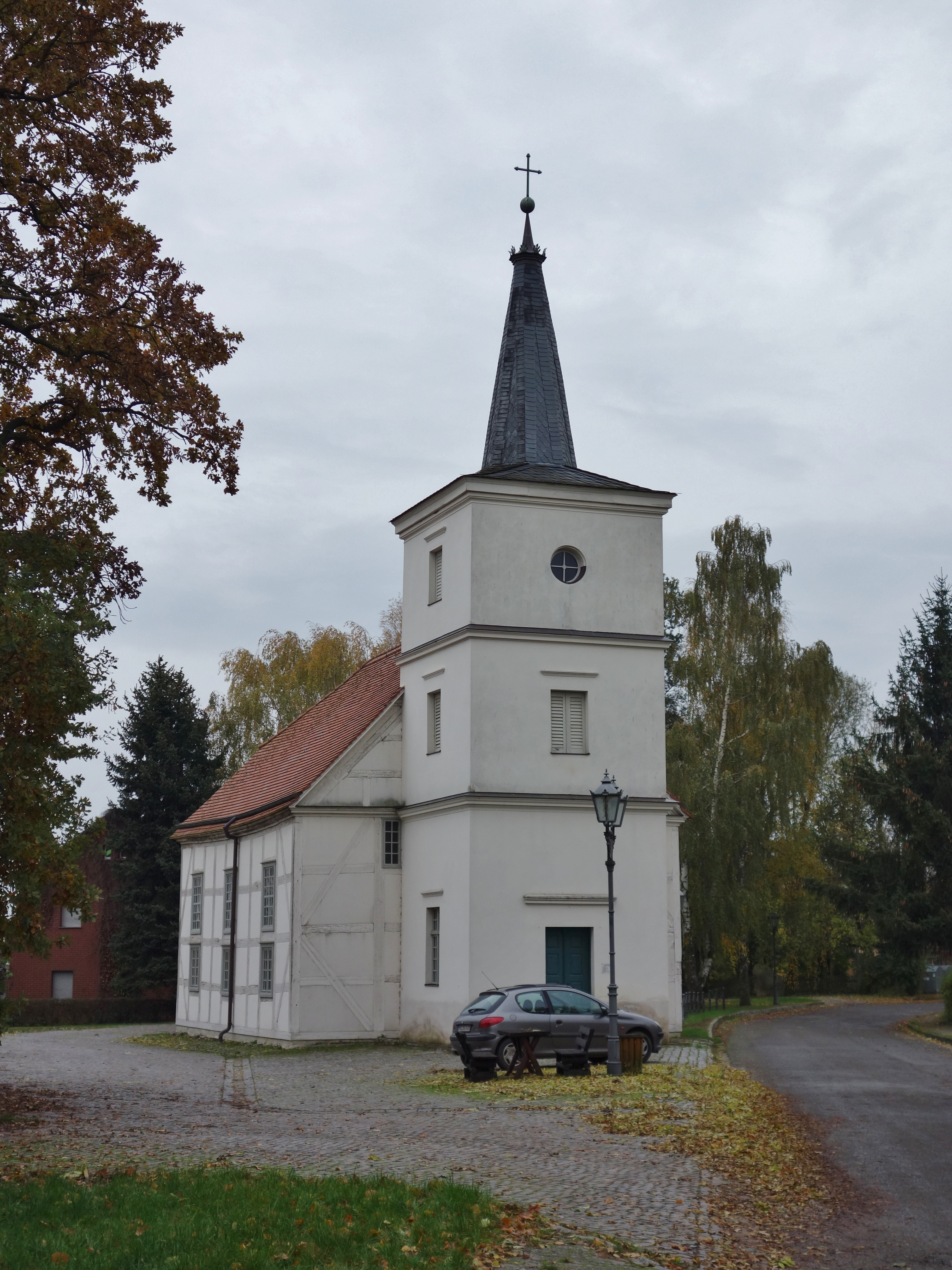
Kirche in Altwustrow
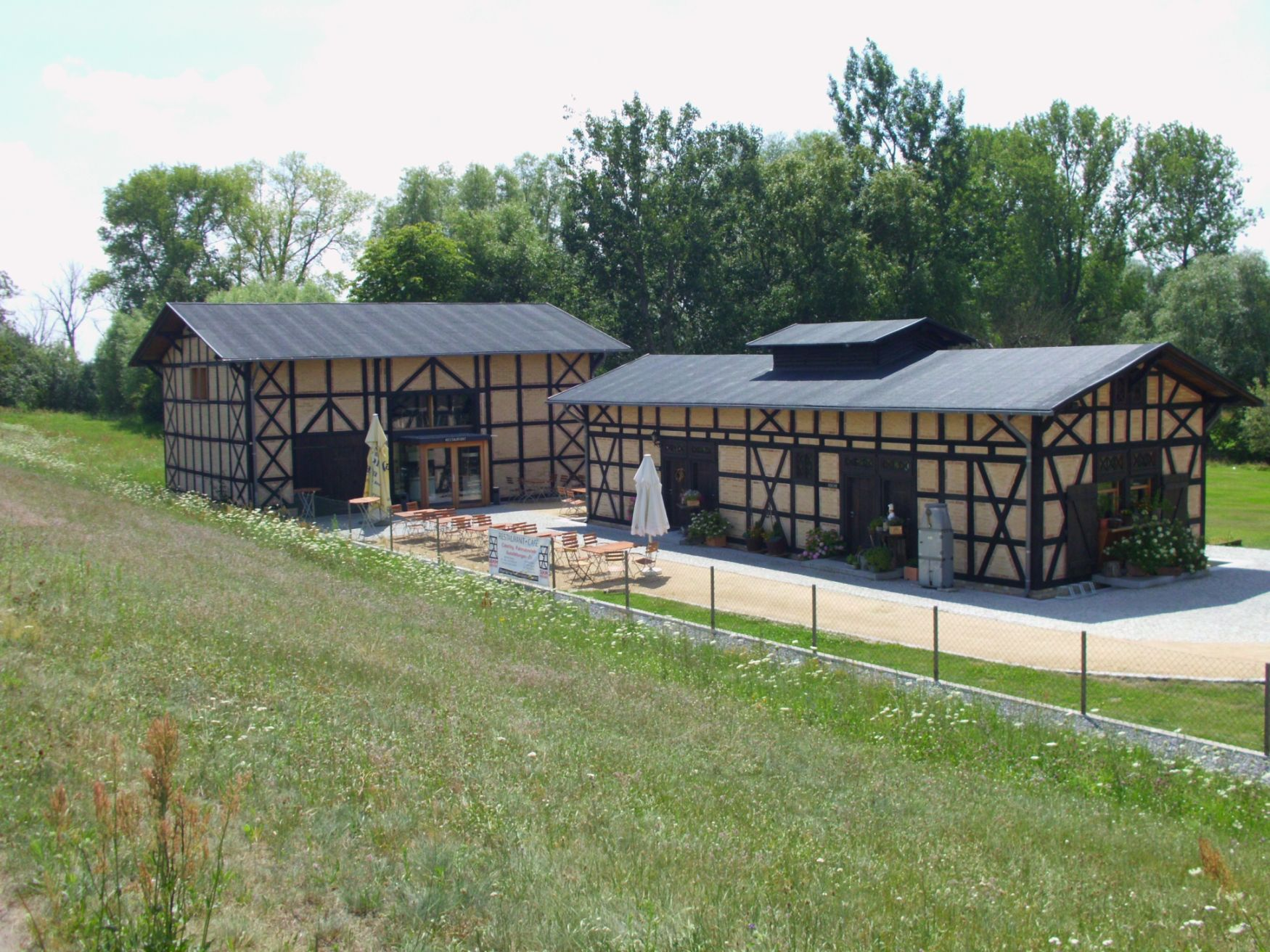
Alte Dammmeisterei in Zollbrücke
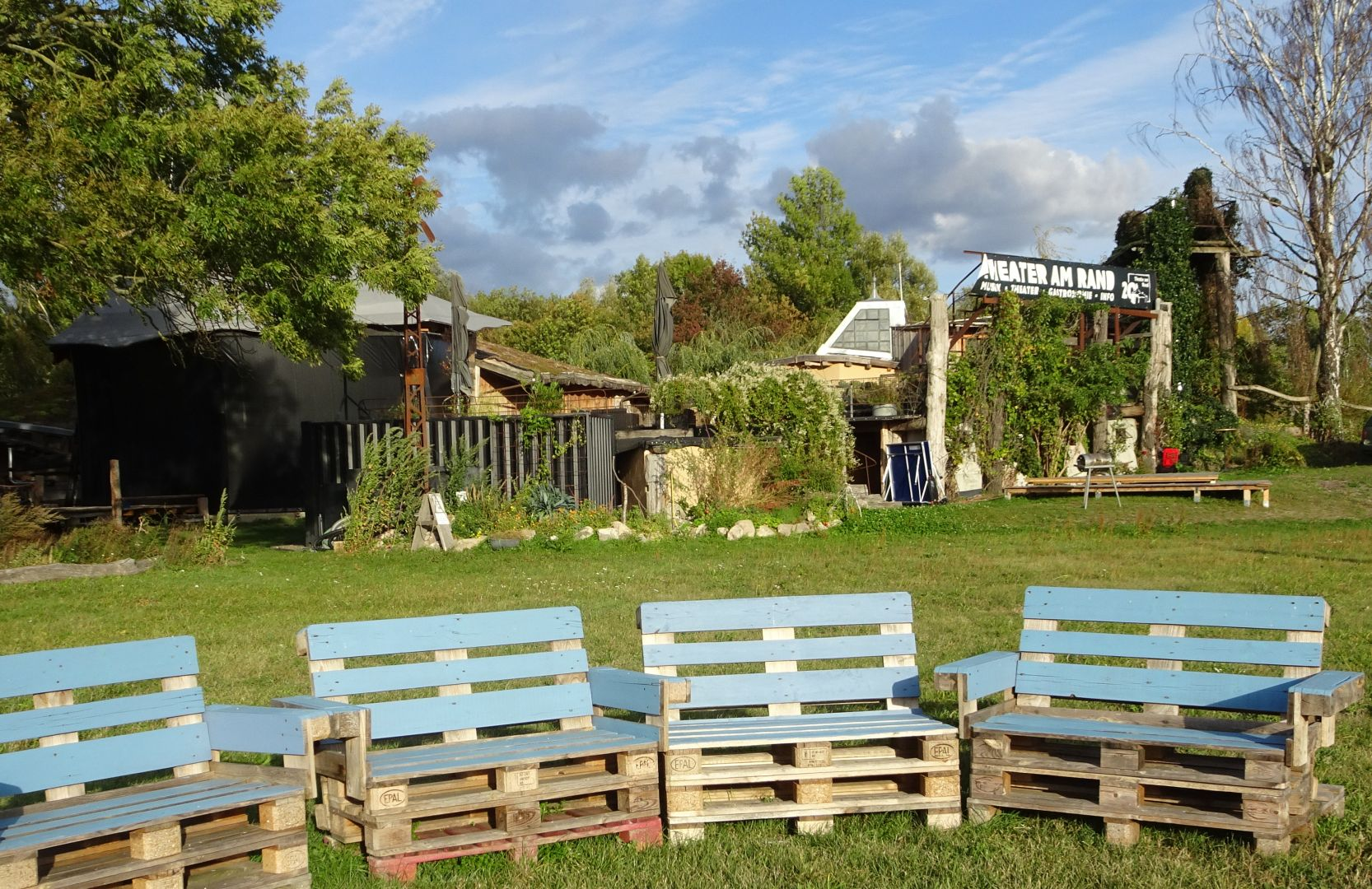
Theater am Rand in Zollbrücke

## Verkehr

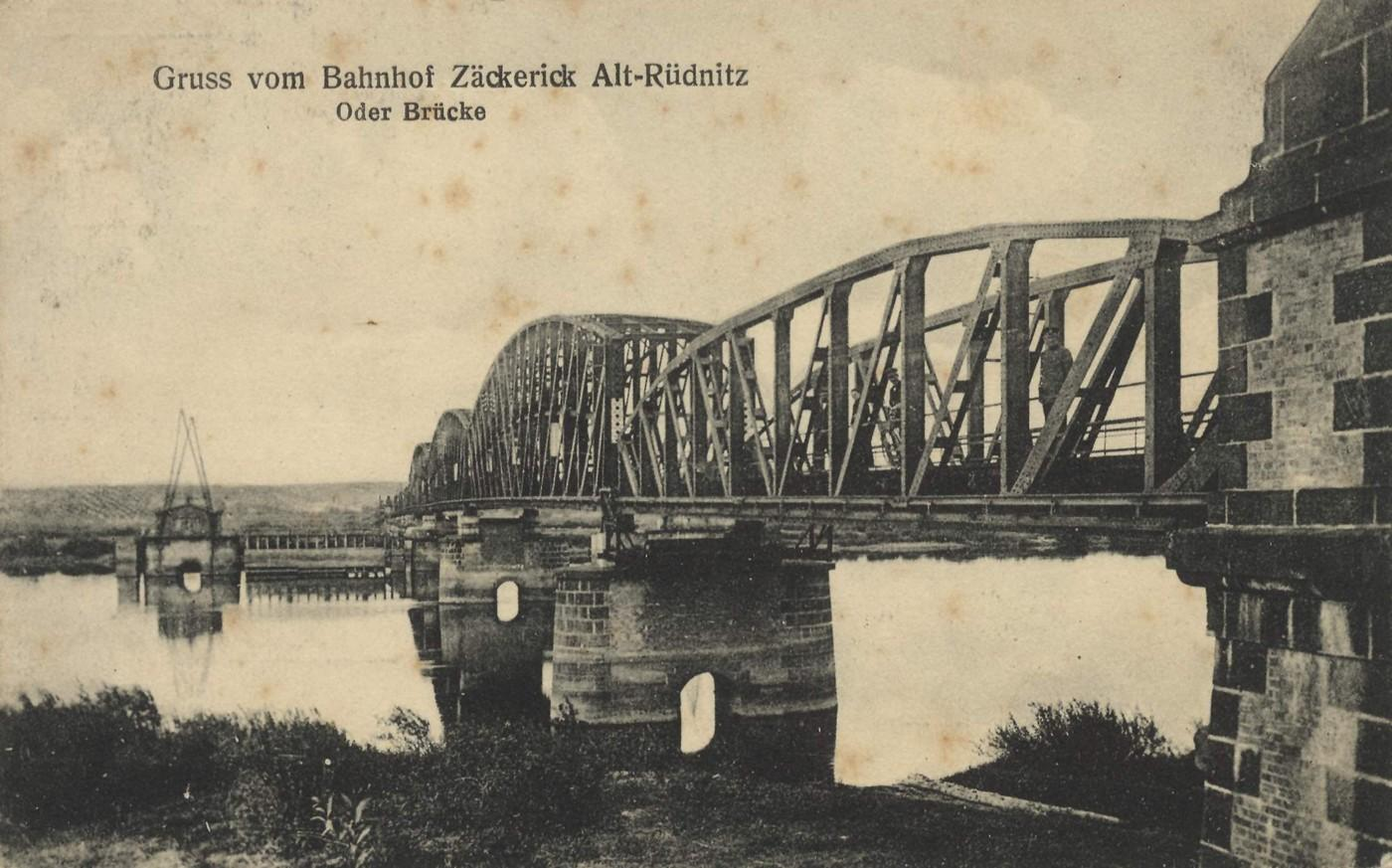
Oderbrücke bei Bienenwerder

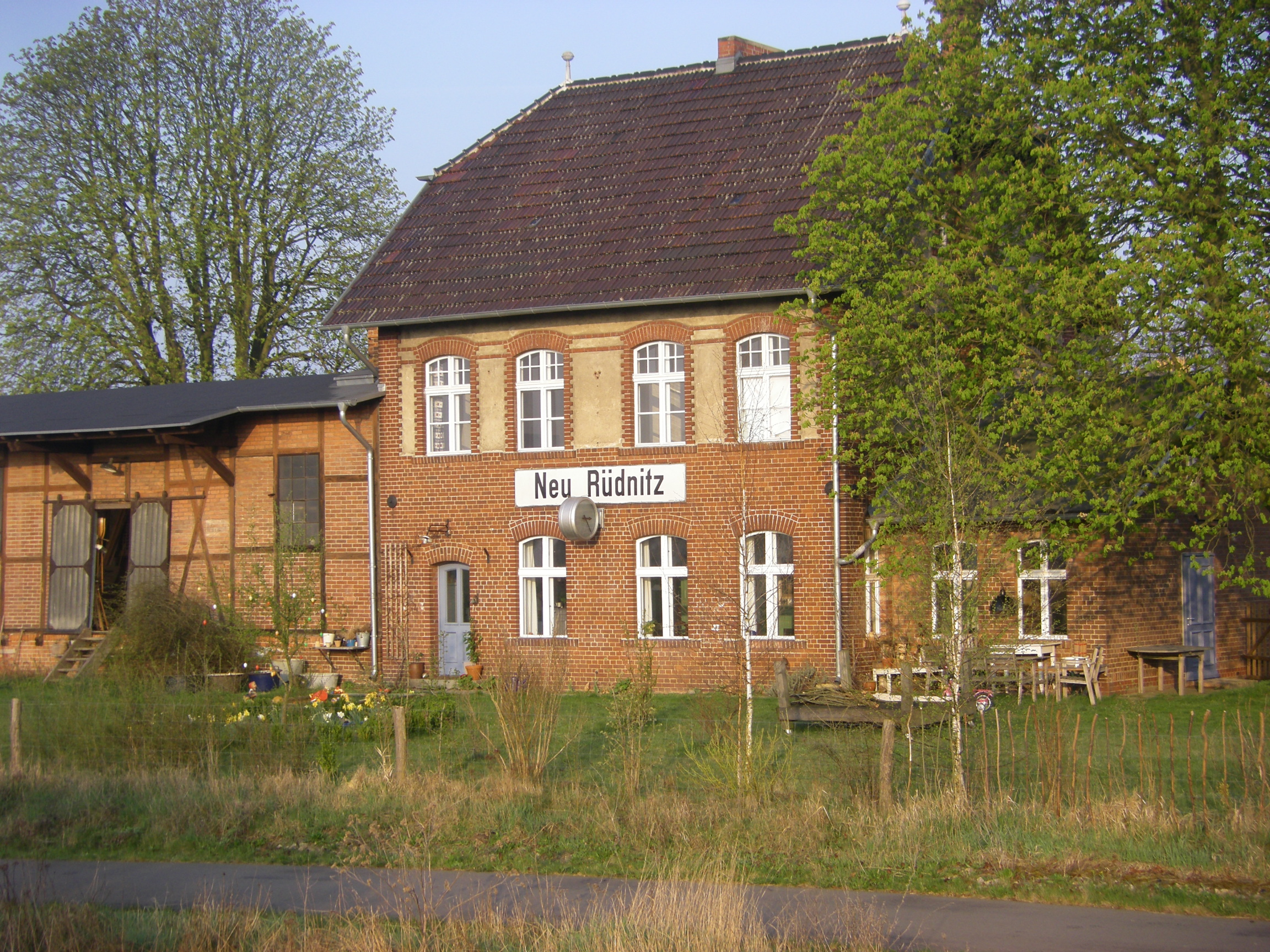
Ehemaliger Bahnhof Neu Rüdnitz (2009)

### Straßenverkehr
Oderaue liegt an der Landesstraße L 28 zwischen Bad Freienwalde-Gabow und dem Gemeindeteil Neukietz sowie an der L 281 zwischen Altranft und dem Ortsteil Neurüdnitz.

### Eisenbahn
Die 1892 eröffnete Bahnstrecke Wriezen – Jädickendorf mit den Bahnhöfen Altmädewitz, Alt Reetz und Neu Rüdnitz westlich der Oder führte durch das heutige Gemeindegebiet. Das Gleis auf dem Streckenabschnitt zwischen Wriezen und der Oder wurde 1945 als Reparationsleistung demontiert, im Zusammenhang mit dem Neuaufbau der gesprengten Oderbrücke aber um 1955 wieder aufgebaut. Im Jahr 1957 konnte der Personenverkehr zwischen Wriezen und Neu Rüdnitz wieder aufgenommen werden. Die letzten Personenzüge verkehrten 1982. Die Strecke blieb aber für militärische Zwecke betriebsbereit. Um 2000 ließ die Deutsche Bahn die Strecke abbauen, und auf der Trasse entstand im Jahr 2005 ein asphaltierter Radweg, Teil des Oder-Neiße-Radwegs. 
Die Europabrücke Neurüdnitz–Siekierki gilt als längste Brücke über die Oder und wurde um 1920 gebaut. Der Viadukt besteht aus zwei hintereinanderstehenden Brücken von je 330 Metern Länge. Das Bauwerk war seit Mitte der 2010er Jahre wegen massiver Schäden gesperrt und wurde im Juni 2022 für Radfahrer und Fußgänger neu eröffnet. Über die Brücke können die auf polnischer Seite gelegenen Moryńer Höhen und der Moryner See auf kurzen Wegen von Neurüdnitz erreicht werden.

## Persönlichkeiten
- Julius Elwanger (1807–1878), Oberbürgermeister von Breslau, in Neuküstrinchen geboren
- Alfred von Tilly (1866–nach 1940), Gutsbesitzer in Friedrichshof
- Gustav Schüler (1868–1938), Schriftsteller, in Königlich Reetz (heute Neureetz) geboren